# Hendrikus Jacobus Gorter

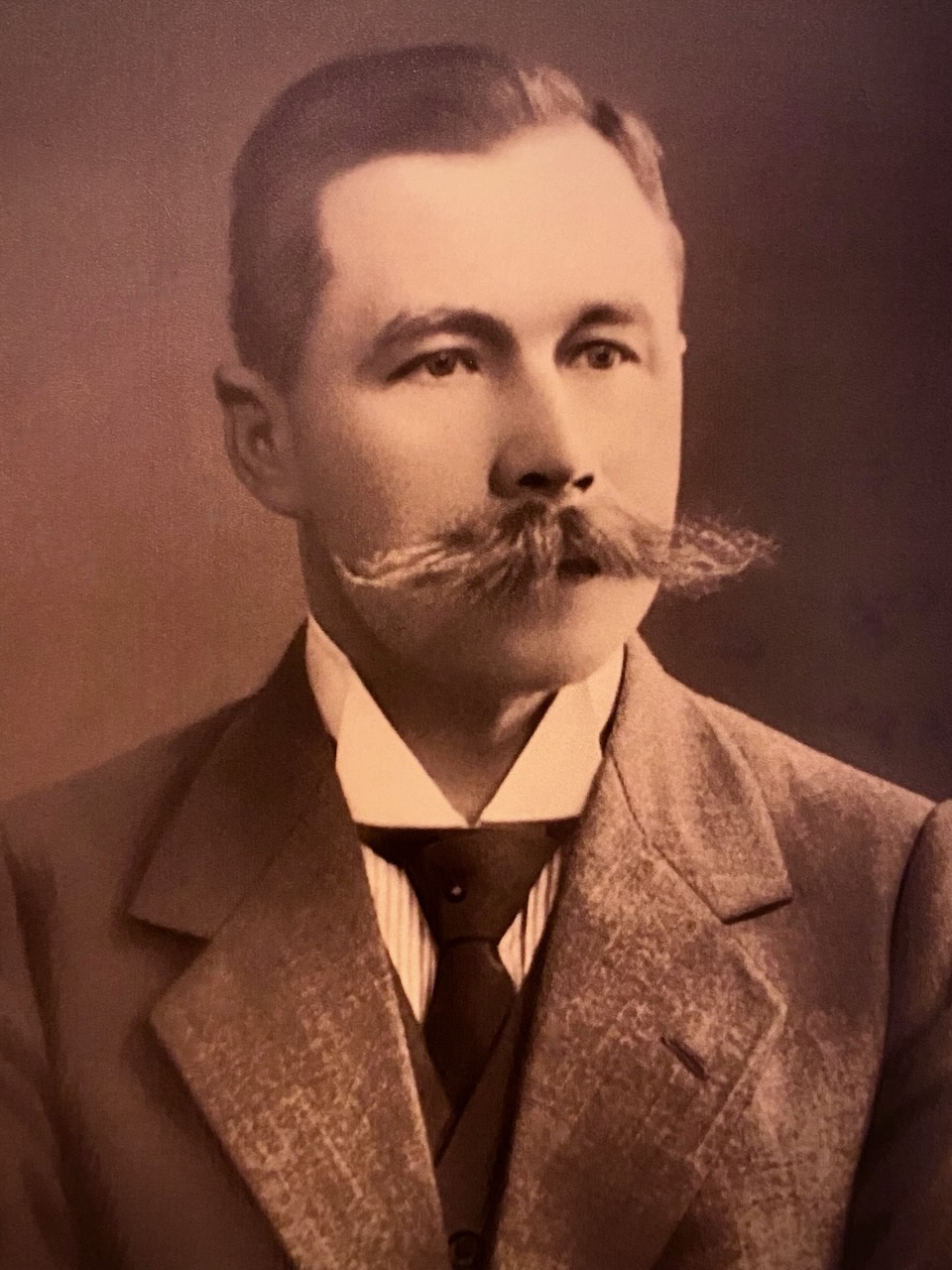
Hendrikus Jacobus Gorter (1874-1918)

Hendrikus Jacobus Gorter (1874-1918) was een Nederlandse wielrenner, schaatser en schaatsenfabrikant uit Zwolle. Hij overleed voortijdig tijdens de treinramp bij Weesp in 1918.

## Jeugd
Hendrikus Gorter groeide op in Zwolle, Overijssel. Zijn vader Jacob Gorter (1834-1875) was boekhandelaar bij Hoogstraten & Gorter in Zwolle. De familie Gorter kwam uit Friesland. Jacob was een zoon van Durk Jans Gorter en Hendrica Posthuma, en geboren in Harlingen. Hendrikus' moeder Henrietta Muller (1847-1937), was een dochter van Michiel Muller en Henrietta Buys, geboren in Utrecht. De ouders van Hendrikus trouwden in 1872 in Utrecht. Hun eerste zoon stierf kort na de geboorte. Hendrikus was hun tweede zoon en werd op 19 juni 1874 in Zwolle geboren. Niet lang daarna, in maart 1875, overleed Hendrikus' vader.
Hendrikus (roepnaam 'Henri') bezocht de Rijks Hogere Burgerschool in Zwolle. In 1890 werd hij toegelaten tot de kweekschool voor machinisten, gevestigd aan de Plantage Muidergracht in Amsterdam, waar hij metaalbewerking, smeden en andere technische vaardigheden leerde. Hij maakte de school niet af en verhuisde in 1892 van Amsterdam naar Utrecht, de geboorteplaats van zijn moeder. Zijn passies waren schaatsen en fietsen en hij nam graag deel aan wedstrijden. In 1892 reed hij een wedstrijd op een fiets vervaardigd door de Simplex Automatic Machine Company in Utrecht. Na een half jaar in Utrecht verhuisde Henri in oktober 1892 terug naar Zwolle.

## Wielercarrière
Waarschijnlijk had Henri al op jonge leeftijd interesse in de wielersport. In 1889, op vijftienjarige leeftijd wordt hij afgebeeld met een Britse Rudge solid fiets.
Toen hij in Amsterdam woonde, werd hij lid van de 'Amsterdamsche Wieler Kring' (A.W.K.). In de jaren daarna nam hij deel aan wedstrijden door het hele land en werd hij lid van verschillende wielerclubs, onder meer in Zwolle en Rotterdam. In 1891 eindigde hij op de tweede plaats op de baan in Arnhem. In de jaren daarna won hij vele races, onder meer in Amsterdam, Scheveningen, Sittard en Antwerpen.
In 1896 werd Henri Nederlands kampioen baanwielrennen op de Engelse mijl-, vijf kilometer- en tien kilometer. Een van zijn grootste concurrenten was wielrenner en schaatser Jaap Eden (1873-1925) . Tijdens een van de laatste races uit zijn carrière, de Grand Prix van Amsterdam op 16 augustus 1898, eindigde Henri op de tweede plaats na Guus Schilling en Jaap Eden behaalde de derde plaats.

## Stoom schaatsenfabriek 'Hercules'

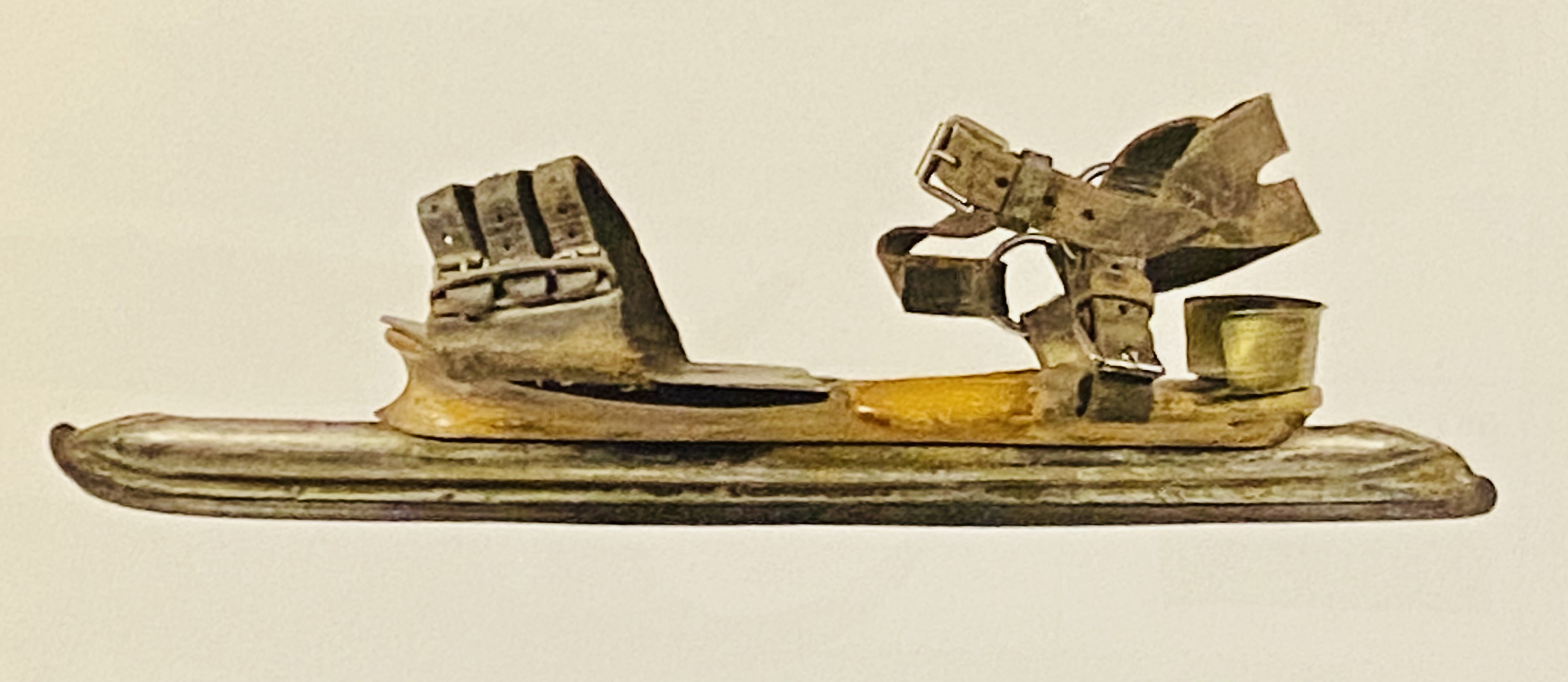
De Rodenhuis-Kingma-schaats (1896). Bron: HJ Gorter, Zwolle 1874-1918. Aad van den Ouweelen en Frits Locher. De poolster, 2018.

Henri nam deel aan verschillende Nederlandse schaatswedstrijden en hoewel hij niet zo succesvol was als op de fiets, behaalde hij in de winter van 1884-1895 zilveren en bronzen medailles.
In 1895 opende hij Stoom Schaatsenfabriek Hercules, een van de eerste fabrieken in Nederland waar schaatsen machinaal vervaardigd werden. De fabriek was gevestigd aan de Thomas à Kempisstraat 157 in Zwolle. Aanvankelijk was het belangrijkste product Noorse schaatsen.
Een stoommachine van acht pk en ketel werden geïnstalleerd om de machines aan te drijven. Al snel werd het assortiment uitgebreid en begon Henri met de productie van een breed scala aan schaatsen, vaak met een beukenhouten voetstapel bevestigd aan een metalen schenkel (of 'ijzer'), waaronder de Wichers-de Salisschaats, de koninginneschaats en de Go-aheadschaats. In februari 1895 vestigde schaatser Ype Rodenhuis uit Harlingen het wereldrecord 25 kilometer op Gorterschaatsen.
In 1896 ontwikkelde hij in samenwerking met Ype Rodenhuis en sprinter Marten Kingma een nieuw model, de Rodenhuis-Kingmaschaats, al is het onduidelijk of dit ontwerp oorspronkelijk uit de Hercules-fabriek kwam. Een ander nieuw model was zijn Duplexschaats met multifunctioneel, afneembaar ijzer. Gorter schaatsen zijn tegenwoordig verzamelobjecten bij schaatsliefhebbers. Vanaf 1897 produceerde Henri in zijn fabriek ook Pierce-fietsen en later verkocht hij een breed scala aan merken in 'Gorter's sport store' in de Diezenstraat in Zwolle.
Rond de eeuwwisseling waren de Nederlandse winters zacht waardoor er minder ijs was om op te schaatsen. De omzet daalde en de schaatsindustrie maakte een recessie door. In 1906 moest Henri twintig van zijn werknemers ontslaan. De fabriek werd in februari 1907 te koop gezet en later dat jaar sloten de deuren definitief.

## Huwelijk en echtscheiding

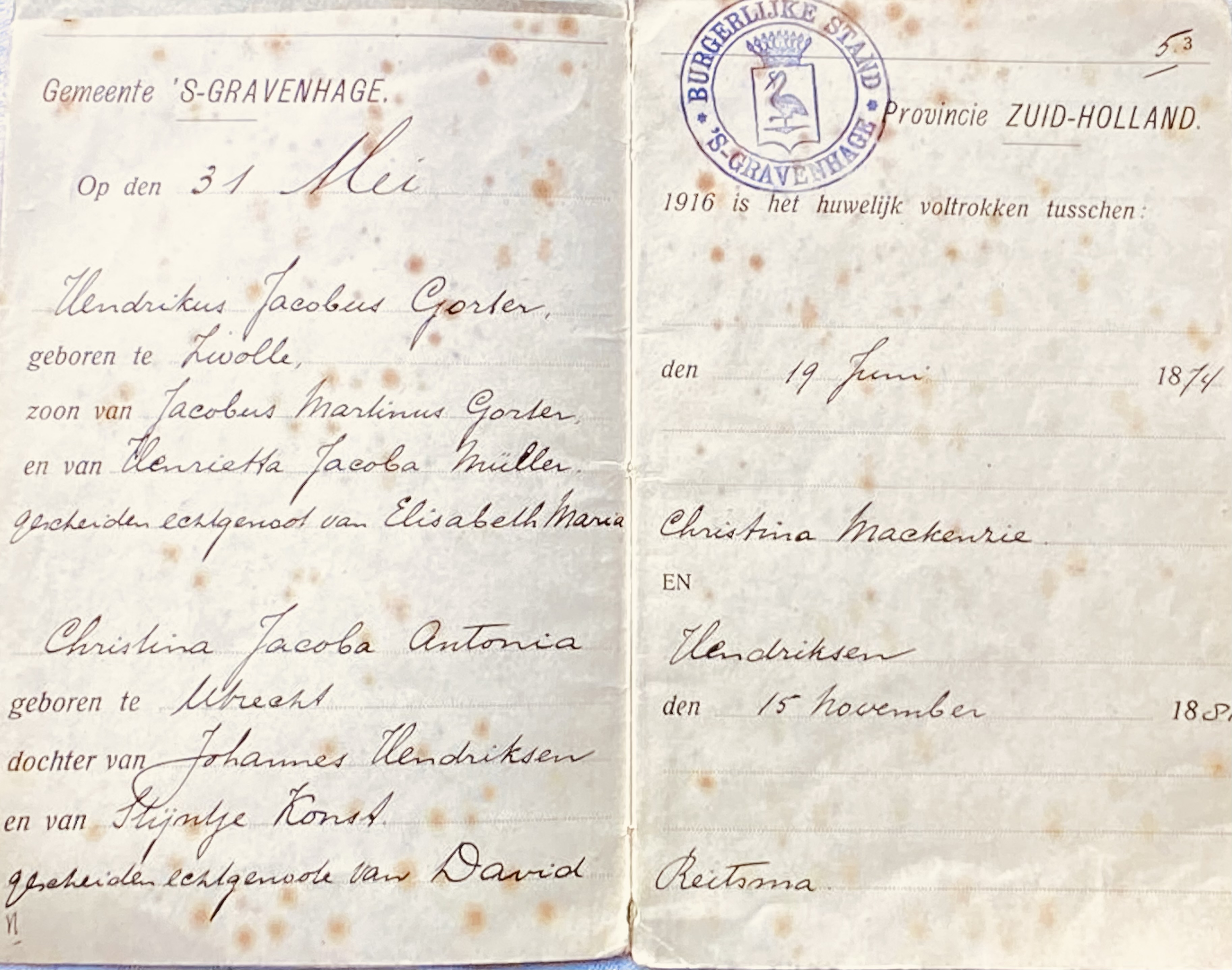
Trouwboekje van Hendrikus Gorter en Christina Hendriksen (1916).

Op 22 mei 1902 trouwde Henri met Elisabeth Mackenzie (1879-1969), dochter van Paulus Mackenzie en Maria Reugers. Elisbeth's vader Paulus was koffie- en theehandelaar in Rotterdam. Elisabeth's broer was een bekende Nederlandse kunstschilder, Marie Henri Mackenzie. Henri en Elisabeth kregen twee zonen, Henri Martinus Gorter, geboren in 1907, en Paulus Gorter, geboren in 1910. In 1910 verhuisde het gezin naar Apeldoorn.
In 1905 werd Henri bestuurslid van de Nederlandsche Motorwielrijders Vereeniging, die in 1916 het predicaat 'Koninklijk' kreeg. Hij organiseerde wedstrijden en dagtochten voor de leden en werd later vicevoorzitter van de vereniging tot aan zijn dood in 1918.
Vanaf 1908 werkte hij als vertegenwoordiger voor kasregisters bij de firma Cord en Van Erk in Amsterdam. In 1915 scheidden Henri en Elisabeth. Hij hertrouwde een jaar later, op 31 mei 1916 in Den Haag, met Christina Hendriksen (1881-1939), dochter van Johannes Hendriksen en Stijntje Konst. In 1918 kregen Henri en Christina een zoon, Christiaan Gorter.

## De treinramp bij Weesp

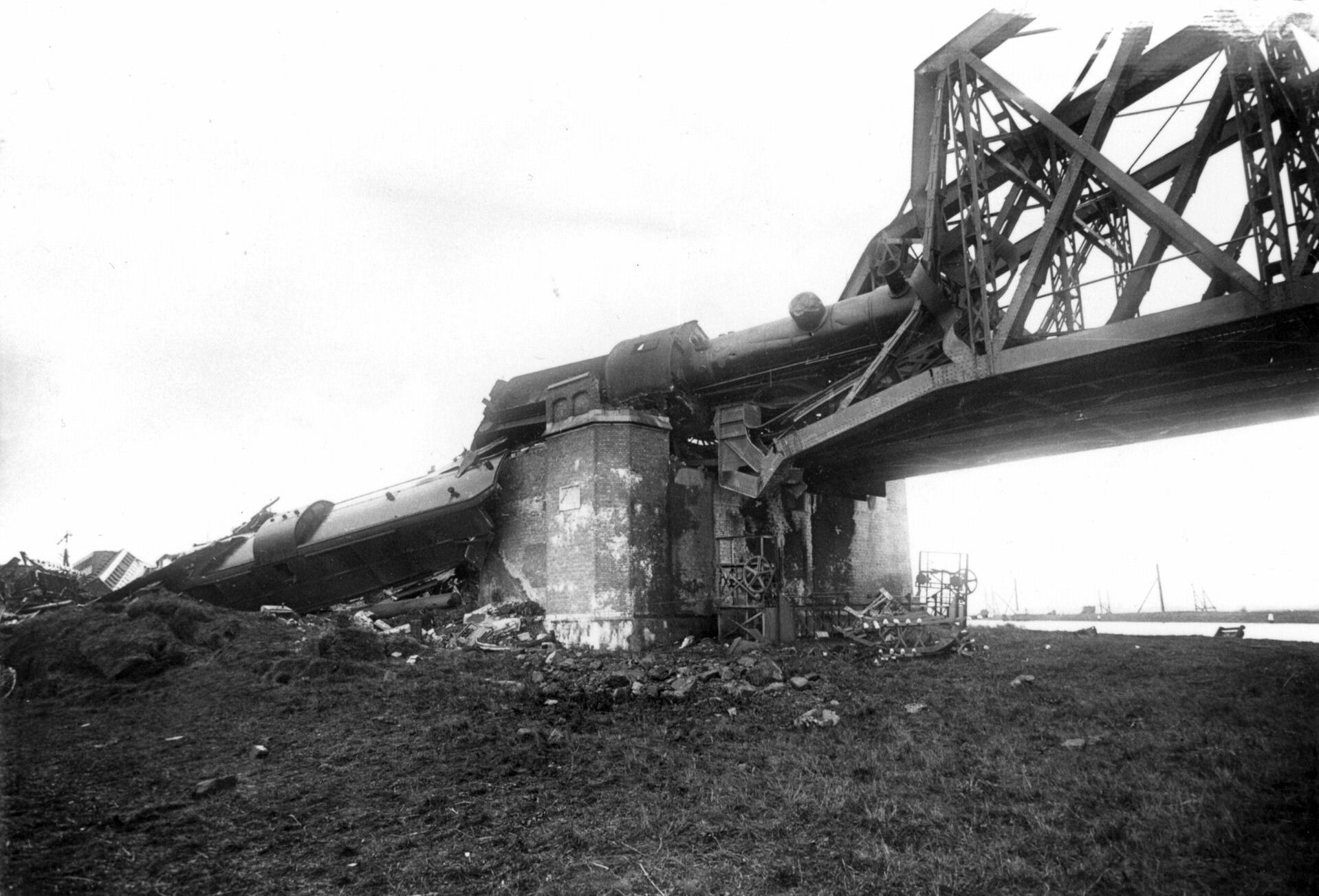
Op 13 september 1918 kwam Hendrikus Gorter om het leven tijdens de treinramp bij Weesp.

Op de ochtend van 13 september 1918 nam Henri de trein van Apeldoorn naar Amsterdam. Bij de spoorbrug over het Merwedekanaal (het huidige Amsterdam-Rijn kanaal) bij Weesp ontspoorde de trein toen door langdurige regenval en een gebrekkige constructie een dijk over een lengte van 95 meter inzakte. De locomotief kantelde op de brug en de houten rijtuigen gleden omlaag. Bij de treinramp in Weesp kwamen 41 mensen om het leven en vielen 42 gewonden. Henri werd naar het Binnengasthuis in Amsterdam gebracht en overleed die avond rond negen uur. Hij was 44 jaar oud.
Hendrikus Jacobus liet zijn vrouw Christina en een zoontje van 7 maanden achter, en twee zoons uit zijn eerste huwelijk. Hij werd begraven op begraafplaats Soerenseweg in Apeldoorn.